# WEC International
WEC International oder Weltweiter Einsatz für Christus (englisch: Worldwide Evangelisation for Christ) wurde 1916 in London als evangelische Missionsgesellschaft durch den englischen Missionar Charles T. Studd und dessen Ehefrau Priscilla, geborene Stewart, gegründet.

## Geschichte
Charles T. Studd war von 1900 bis 1906 als Pastor in Ootacamund in Tamil Nadu im Süden Indiens tätig. Dort wurde er durch einen deutschstämmigen britischen Missionar namens Karl Kumm auf die Gebiete im Zentrum Afrikas aufmerksam gemacht, um dort zu missionieren. 1910 reiste er daher in den Sudan und nach Zentralafrika, was danach zur Errichtung einer Afrika-Missionsgesellschaft (englisch: Heart of Africa Mission HAM) führte. Er wurde von Lord Radstock unterstützt. 1913 besuchte Studd mit Alfred Buxton Belgisch-Kongo und etablierte dort vier Missionsstationen. 1916 expandierte seine Missionsgesellschaft nach Südamerika und Asien und wurde so zum Weltweiten Evangelisationskreuzzug WEK (englisch: Worldwide Evangelisation Crusade WEC). Studd weilte danach noch mehrmals im Kongo und baute in Ibambi sein Zentrum auf, während seine krankgewordene Frau Priscilla ihn von Zuhause in London unterstützte, wo sie 1929 starb. Er arbeitete weiter in Ibambi, bis er 1931 dort starb.
Norman Grubb, der mit Studds Tochter Pauline verheiratet war und mit Studd zusammengearbeitet hatte, führte die Missionsgesellschaft WEK im Sinn des Gründers weiter und baute sie auch aus.
In Nordamerika wurde WEC International erstmals bereits 1922 gegründet, und 1939 kam es zu einer Neugründung durch Constance Brandon. Die meisten Missionare kamen weiterhin aus England, insbesondere aus Birkenhead bei Liverpool.
1948 kam es durch den Briten David Batchelor zur Gründung der Organisation in der Schweiz. Dieser übergab 1954 die Leitung an die Schweizer Heini und Jo Schnyder. 1979 wurde ein Zentrum in Rüti ZH eröffnet, das 2012 erweitert werden konnte. 2021 wurde der Schweizer Zweig mit etwa 100 Mitarbeitenden von Michael Haller und Sharon und Kevin Mosimann geführt.

## Arbeitsgebiete
Nachdem WEC International anfänglich als evangelikale Evangelisationsbewegung tätig war, haben sich die Arbeitsfelder im Laufe der Zeit etwas gewandelt und erweitert. So werden mit Menschen vor Ort neue Kirchgemeinden gegründet. 1985 kam eine Rehabilitationstätte für Drogen- und Alkoholsüchtige hinzu. Später wurden in Zusammenarbeit mit örtlichen Kirchgemeinden Ausbildungsprogramme für traumatisierte und ausgebeutete Kinder ins Leben gerufen. Musikerinnen und Musiker komponieren Lieder unter Berücksichtigung einheimischer Musikstile. Massenmedien werden für die Verbreitung des Evangeliums eingesetzt. Fachleute aus den Bereichen Informatik, Gesundheit, Landwirtschaft, Bildung und Forschung bauen Unternehmen auf oder arbeiten an Ausbildungsstätten in der Dritten Welt mit.